# Geza Pašti
Geza Pašti (1934. ili 1936. u Čepinu – Fruška Gora, oko 1965.) bio je hrvatski politički emigrant i revolucionar, prvi tajnik i jedan od utemeljitelja tajne organizacije Hrvatskog revolucionarnog bratstva u Australiji 1961. godine. Sastavio je većinu HRB-ovih dokumenata (Temeljna načela HRB-a, Stegovni pravilnik HRB-a i Prisegu HRB-a). Prema izvješću američke Središnje obavještajne agencije (CIA) bili su najradikalnija od hrvatskih ekstremističkih skupina, a zagovarali su »oslobođenje hrvatskog naroda od stranog nasilja i uspostavljanje hrvatske države u granicama po uzoru na Nezavisnu Državu Hrvatsku«. Pašti je u Njemačkoj bio osuđen na kraću zatvorsku kaznu 1963. godine zbog posjedovanja oružja i zavjere oko ubacivanja devetorice diverzanata u Jugoslaviju.
Iz Jugoslavije je bio pobjegao sredinom 1951. godine. UDBA ga je otela 1965. u Nici u Francuskoj, nakon što je razgovarao s nepoznatom osobom i žurno napustio hotel. Prema izjavama visokih dužnosnika, bio je odveden u Jugoslaviju, gdje mu je ponuđena suradnja koju je on odbio pa je odveden na Frušku Goru, gdje je ispitivan, mučen i ubijen. U dokumentaciji UDBA-e stoji: „U Osijeku 11. travnja 1967. Prijedlog: Geza Pašti, prijedlog za brisanje iz obrade.”
Na mjestu glavnog tajnika HRB-a naslijedio ga je Josip Senić.

## Povezani članak
- Državni terorizam